# Pinne (Schiffbau)

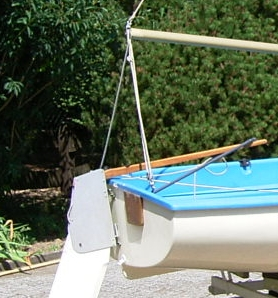
Pinne (Holz) auf einer Jolle; sie ist mit dem beweglichen Ruderblatt (weiß, links unten) verbunden; sichtbar außerdem der blaugraue Ausleger

Die Pinne (auch Helmstock oder Ruderstock) ist auf Wasserfahrzeugen der Hebel, mit dem das Ruder bedient wird, um das Fahrzeug zu steuern. Pinne und Ruder sind zumeist in einem gemeinsamen Angelpunkt durch einen Ruderschaft verbunden.

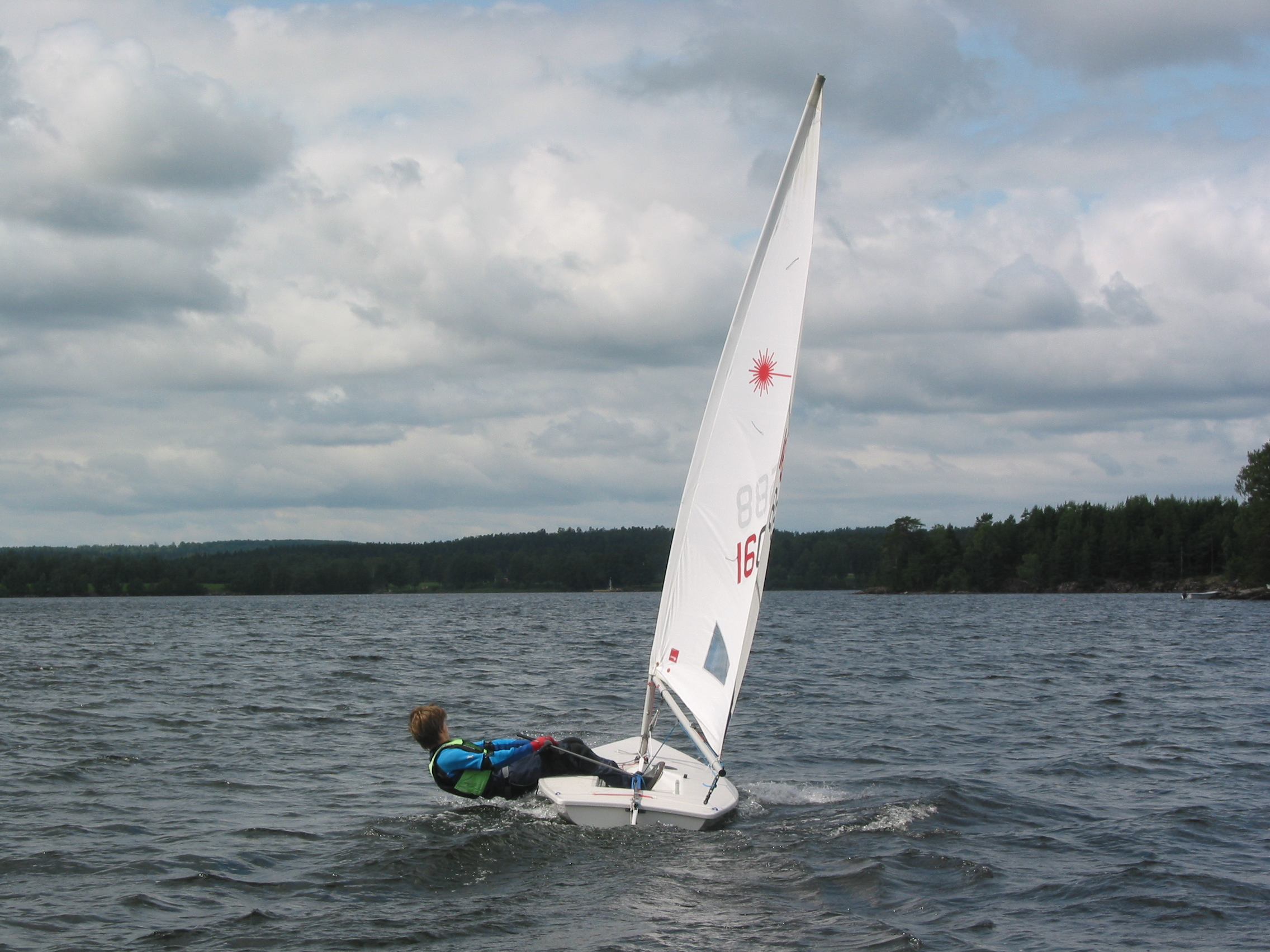
Benutzung des Pinnenauslegers beim Jollensegeln

Auf Segelbooten bis etwa 35 Fuß (ca. 10,5 Meter) besitzt die Pinne meistens einen Pinnenausleger (oder einfach Ausleger): Auf dem Ende der Pinne ist mit einem drehbaren Gelenk ein Stock befestigt, so dass die Pinne über diese Verlängerung bewegt werden kann. Sie kann dadurch auch dann noch bedient werden, wenn sich der Steuermann beispielsweise beim Ausreiten von ihr entfernen muss. Ausleger sind meist aus faserverstärktem Kunststoff oder Aluminiumrohr gefertigt und enden in einem Quergriff. Bis ins 18. Jahrhundert wurde der Kolderstock benutzt, um dem Rudergänger eine bessere Position zu ermöglichen. Er ist ein Hebel am Pinnenkopf, der über ein fest verbautes Gelenk (Werbel) geführt wird. Es handelt sich nicht um die Verlängerung der Pinne auf Segelbooten, die flexibel mit der Pinne verbunden ist und nach vorne ausgeklappt werden kann, um dem Segler eine Sitzposition weiter vorne und damit die Bedienung von Fock und Hauptsegel gleichzeitig zu ermöglichen.

Richtungsänderung nach Steuerbord (F.1: mit Pinne; F.2: mit Steuerrad)

Hat ein Außenbordmotor im Betrieb die Funktion des Ruders und verfügt er über einen Hebel, der zum Schwenken des Motors dient und an dem sich in der Regel auch Gasdrehgriff und Schalthebel befinden, wird dieser Hebel ebenfalls als Pinne bezeichnet.
Auf größeren Booten und Schiffen wird zur Bedienung des Ruders zumeist ein Steuerrad verwendet. Während hier die gewünschte Richtungsänderung erreicht wird, indem das Steuerrad in ebendiese Richtung gedreht wird, muss bei der Pinnensteuerung in die entgegengesetzte Richtung gesteuert werden. Soll also nach Backbord gedreht werden, muss die Pinne nach Steuerbord gelegt werden und umgekehrt.

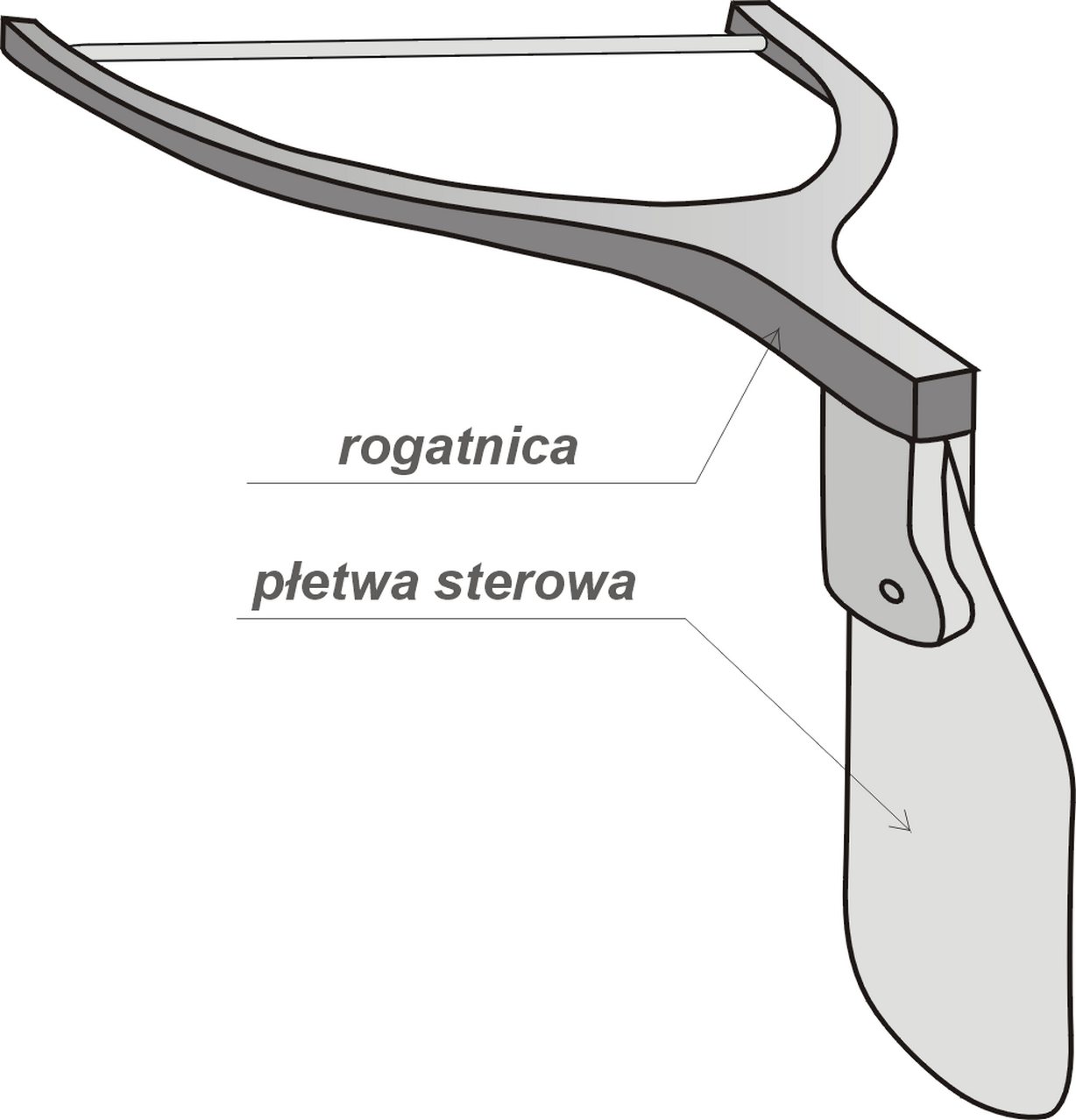
Statt Ausleger: gegabelte Pinne
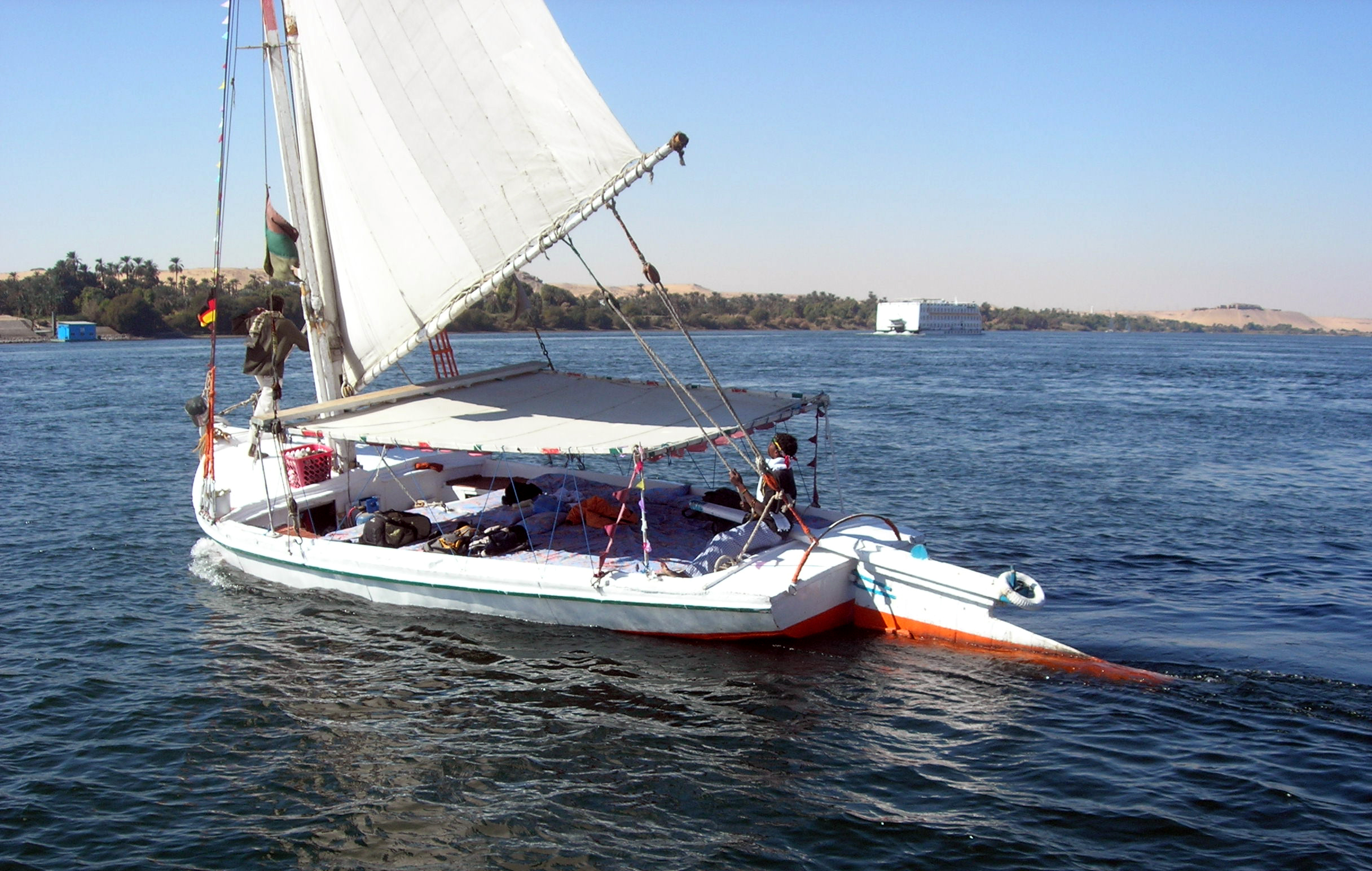
Starre Verbindung der Pinne mit dem Ruder auf einer Feluke
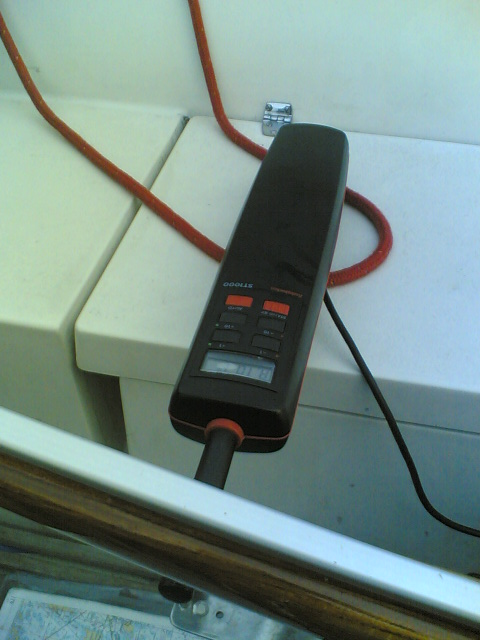
Pinne in Kombination mit einer Kurs–Selbststeueranlage
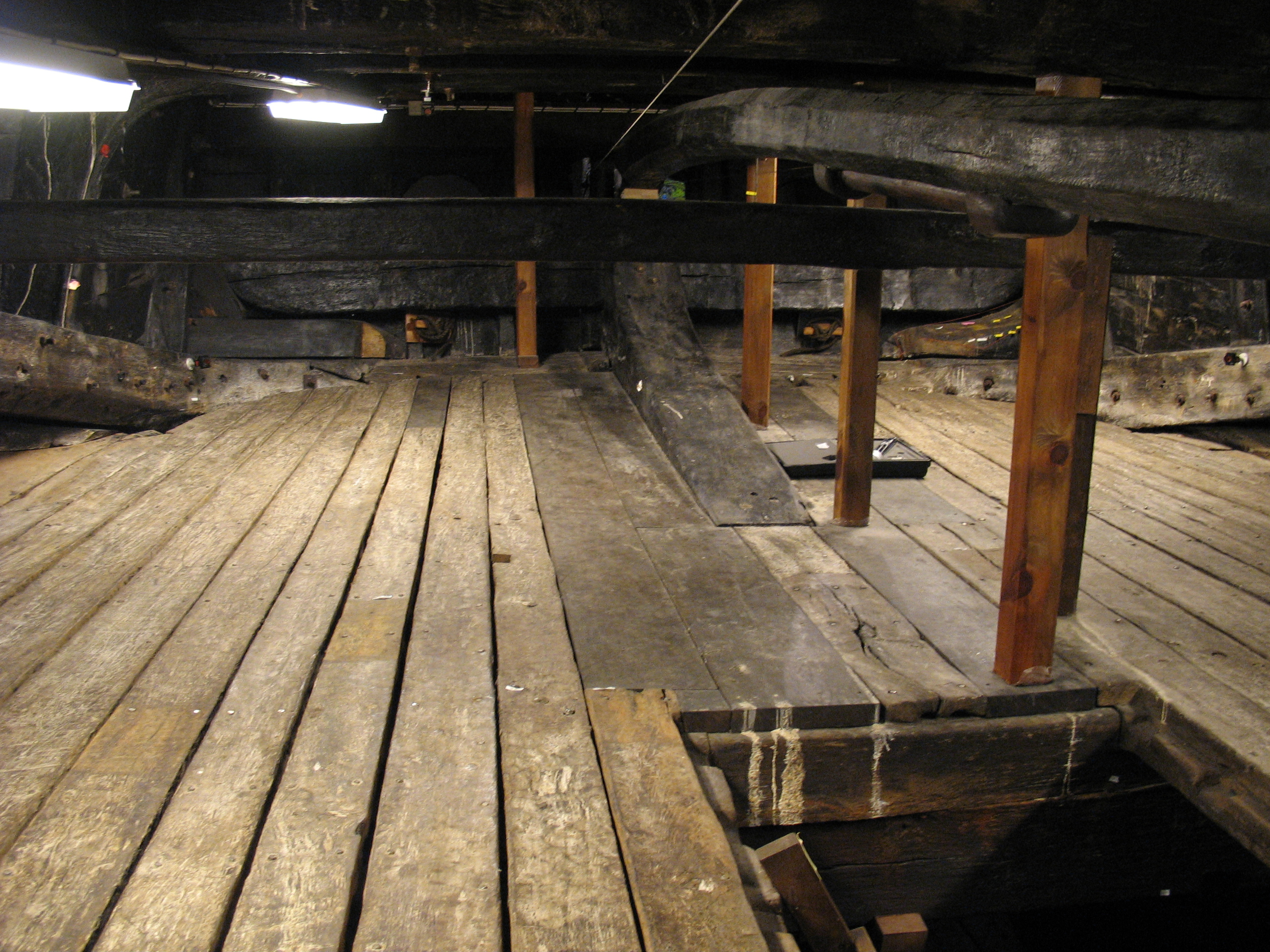
Ruderstock im achtern Zwischendeck der schwedischen Galeone Vasa